# 小呂町 (岡崎市)
小呂町（おろちょう）は、愛知県岡崎市の町名である。

## 地理
岡崎市のやや北に位置する。町内を縦断する東名高速道路を境に西は主に住宅地を、東は緑地を形成している。そのため東名高速道路をくぐると周りの風景はガラッと変わる。30個の小字を持つ。小呂町1丁目～6丁目があるがこれらは全て小字であり、正確には小呂町字1丁目～小呂町字6丁目と表記される。よって当町には丁目は置かれていない。

### 小字
| - 字1丁目（いっちょうめ） - 字2丁目（にちょうめ） - 字3丁目（さんちょうめ） - 字4丁目（よんちょうめ） - 字5丁目（ごちょうめ） - 字6丁目（ろくちょうめ） - 字明下（あけした） - 字池ノ上（いけのうえ） - 字長田（おさだ） - 字折バ（おりば） | - 字釜堀（かまほり） - 字上屋下（かみやした） - 字清水（しみず） - 字下屋下（しもやした） - 字社宮神（しゃぐうじん） - 字新志（しんし） - 字新田（しんでん） - 字高橋（たかはし） - 字大日山（だいにちやま） - 字長平（ちょうへい） | - 字西ノ根（にしのね） - 字広見（ひろみ） - 字マヘ田（まえだ） - 字マヤシリ（まやしり） - 字ミタライ（みたらい） - 字三乃己田（みのわだ） - 字宮ノ入（みやのいり） - 字三山口（みやまぐち） - 字山ノ田（やまのた） - 字四ツ田（よつだ） |

## 世帯数と人口
2019年（令和元年）5月1日現在の世帯数と人口は以下の通りである。
| 町丁   | 世帯数  | 人口    |
| ------ | ------- | ------- |
| 小呂町 | 950世帯 | 2,311人 |

### 人口の変遷
国勢調査による人口の推移
| 1995年（平成7年）  | 1,355人 | [ 5 ] |  |
| 2000年（平成12年） | 1,461人 | [ 6 ] |  |
| 2005年（平成17年） | 1,848人 | [ 7 ] |  |
| 2010年（平成22年） | 2,052人 | [ 8 ] |  |
| 2015年（平成27年） | 2,214人 | [ 9 ] |  |

## 小・中学校の学区
市立小・中学校に通う場合、学区は以下の通りとなる。
| 番・番地等 | 小学校             | 中学校             |
| ---------- | ------------------ | ------------------ |
| 全域       | 岡崎市立根石小学校 | 岡崎市立甲山中学校 |

## 歴史
額田郡小呂村を前身とする。

### 沿革
- 1889年（明治22年）10月1日 - 町村制施行。箱柳村・田口村・板田村・大井野村・岩中村・稲熊村と合併し、乙見村大字小呂となる[11]。
- 1906年（明治39年）5月1日 - 岡崎町と合併し、同町大字小呂となる[12]。
- 1916年（大正5年）7月1日 - 市制施行に伴い、岡崎市大字小呂となる[12]。
- 1917年（大正6年）7月1日 - 小呂町に改称[12]。

## 施設

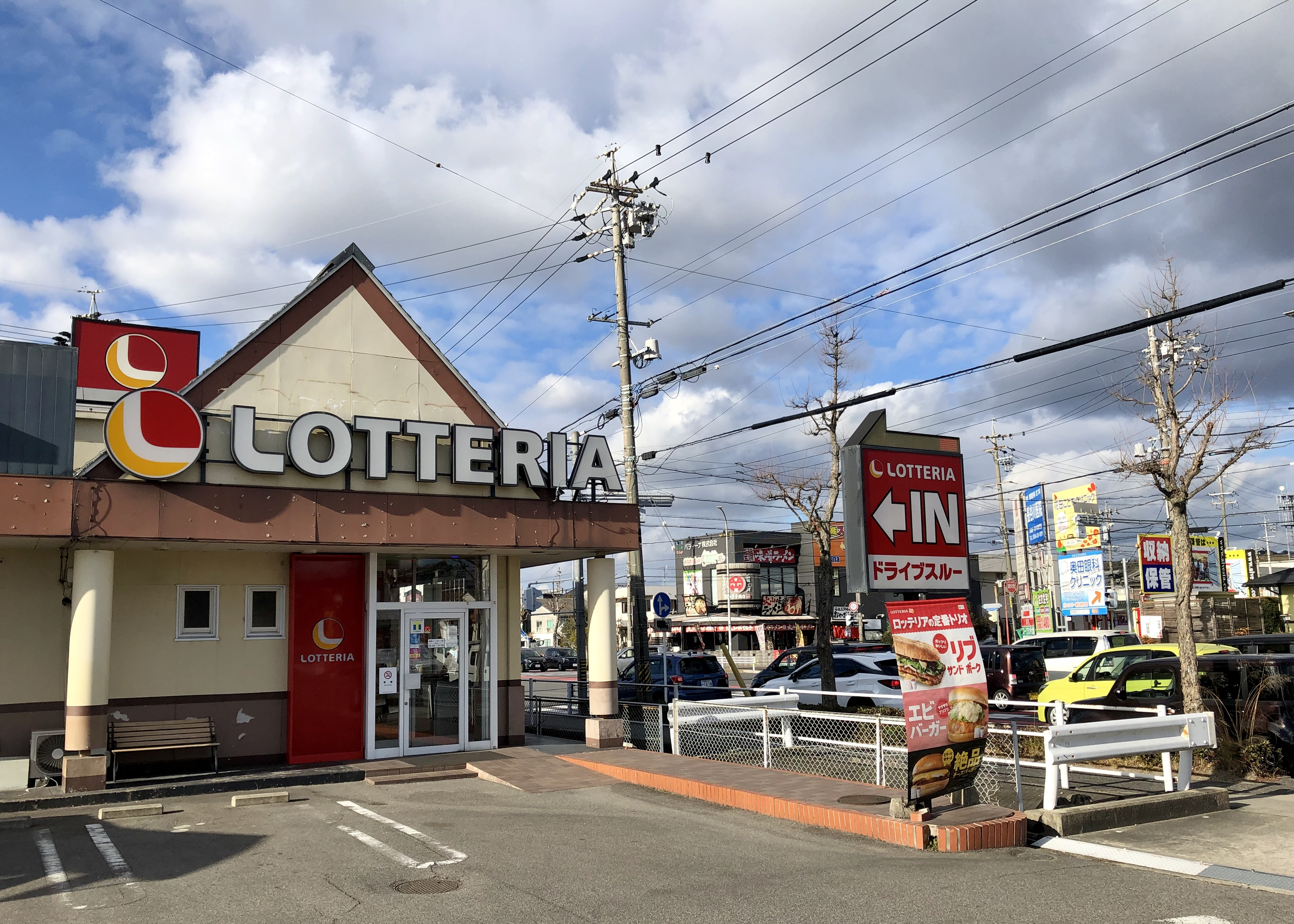
ロッテリア竜東メーンロード店

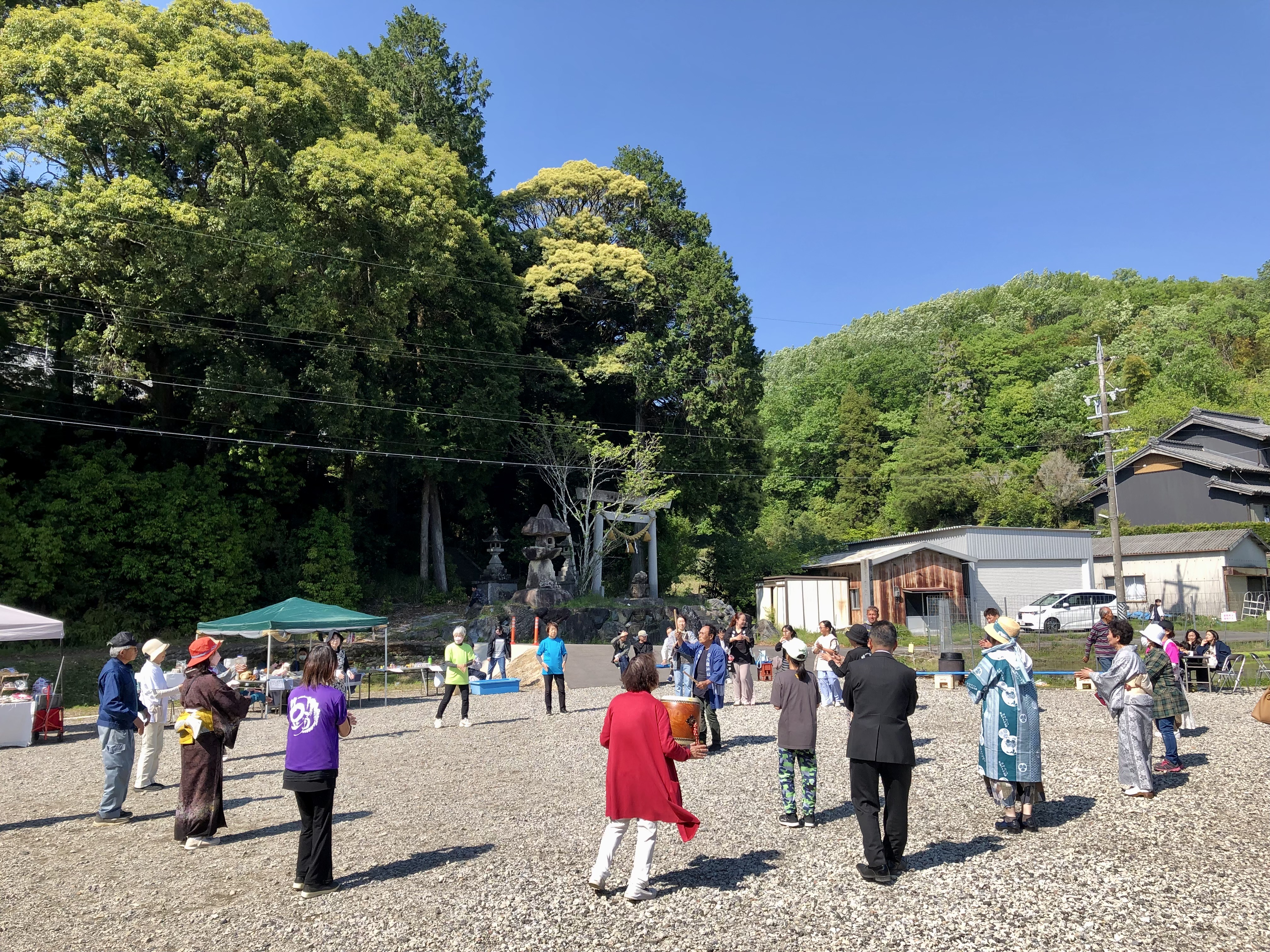
小呂会館の広場

- 小呂湿地（2023年8月4日に愛知県天然記念物に指定）[13]
- 小呂会館
- 南小呂町集会所
- ミタライ公園
- トヨタモビリティ中京小呂店
- ドコモショップ岡崎小呂店
- ロッテリア竜東メーンロード店
- ファミリーマート岡崎小呂町店
- ミニストップ岡崎小呂町店

## 交通
道路
- 東名高速道路
  - 通過するのみである
- 愛知県道26号岡崎環状線
  - 竜東メーンロード
  - 金田橋
- 都市計画道路岡崎環状線
  - 小呂通り

## その他

### 日本郵便
- 郵便番号 : 444-0009[3]（集配局：岡崎郵便局[14]）。

## 参考資料
- 「角川日本地名大辞典」編纂委員会 編『角川日本地名大辞典 23 愛知県』角川書店、1989年3月8日。ISBN 4-04-001230-5。
- 有限会社平凡社地方資料センター 編『日本歴史地名大系第23巻 愛知県の地名』平凡社、1981年。ISBN 4-582-49023-9。
- 新編岡崎市史編さん委員会 編『新編岡崎市史 総集編 20』1993年。